# Peter Rauscher
Peter Rauscher (*  1970 in Nürnberg) ist ein deutscher Historiker und Privatdozent, der heute (2016) an der Universität Wien lehrt und forscht. Zu seinen Forschungsschwerpunkten gehören unter anderem die Geschichte der Habsburgermonarchie und des Heiligen Römischen Reichs sowie Finanz-, Verwaltungs- und Wirtschaftsgeschichte. Ein weiterer Schwerpunkt ist die jüdische Geschichte in der Neuzeit.

## Leben
Peter Rauscher wurde 1970 in Nürnberg geboren. Er besuchte von 1976 bis 1989 in der mittelfränkischen Stadt Röthenbach an der Pegnitz die Grundschule und später das Gymnasium. In den Jahren 1989/90 absolvierte er den Grundwehrdienst. Anschließend studierte er von 1991 bis 2001 an den Universitäten Erlangen-Nürnberg, Tübingen, Wien und Passau Geschichte und Deutsche Philologie. 1997 erhielt er den akademischen Titel eines Mag. phil. und 2001 promovierte er zum Dr. phil.
Danach war er als wissenschaftlicher Mitarbeiter und Projektleiter an der Universität Wien und anderen Forschungseinrichtungen tätig.

## Publikationen (Auswahl)

### Monographien
- Langenlois: Eine jüdische Landgemeinde in Niederösterreich im Zeitalter des Dreißigjährigen Krieges, 2004, ISBN 3-900708-18-5.
- Zwischen Ständen und Gläubigern. Die kaiserlichen Finanzen unter Ferdinand I. und Maximilian II. (1556–1576), 2004, ISBN 3-486-57598-8.
- mit Barbara Staudinger: Austria Judaica. Quellen zur Geschichte der Juden in Niederösterreich und Wien 1496–1671, 2011, ISBN 978-3-486-59768-4.

### Herausgeberschaften
- Kriegführung und Staatsfinanzen. Die Habsburgermonarchie und das Heilige Römische Reich vom Dreißigjährigen Krieg bis zum Ende des habsburgischen Kaisertums 1740, 2010, ISBN 978-3-402-13993-6.
- mit Andrea Serles und Thomas Winkelbauer: Das „Blut des Staatskörpers“. Forschungen zur Finanzgeschichte der frühen Neuzeit, 2012, ISBN 978-3-486-70842-4.
- mit Martin Scheutz: Die Stimme der ewigen Verlierer? Aufstände, Revolten und Revolutionen in den österreichischen Ländern (ca. 1450–1815), 2013, ISBN 978-3-486-71962-8.
- mit Andrea Serles: Wiegen – Zählen – Registrieren. Handelsgeschichtliche Massenquellen und die Erforschung mitteleuropäischer Märkte (13.–18. Jahrhundert), 2015, ISBN 978-3-7065-5420-6.